# NGC 2023
NGC 2023是在赤道星座獵戶座中的一個發射和反射星雲。它是由出生於德國的天文學家威廉·赫歇爾在1785年1月6日發現的。這個反射星雲是天空中最大的星雲之一， 大小為10 × 10 弧分。它位於馬頭星雲東北方~15′，距離太陽 1,300 ly（400 pc）。
這個恆星形成區的星雲是獵戶座B分子雲的一部分，或複合體獵戶座分子雲團（Lynds 1630）的北段。就恆星密度而言，它是嵌入該複合體的四個星團中最貧瘠的，只有21個嵌入紅外源。反射星雲被赫比格Ae/Be星HD 37903照亮，其光譜類型約為B2Ve。 中心恆星周圍的區域正在近紅外範圍內輻射螢光分子氫發射。已經從星雲的塵埃中探測到多環芳香烴的紅外發射。

## 圖集

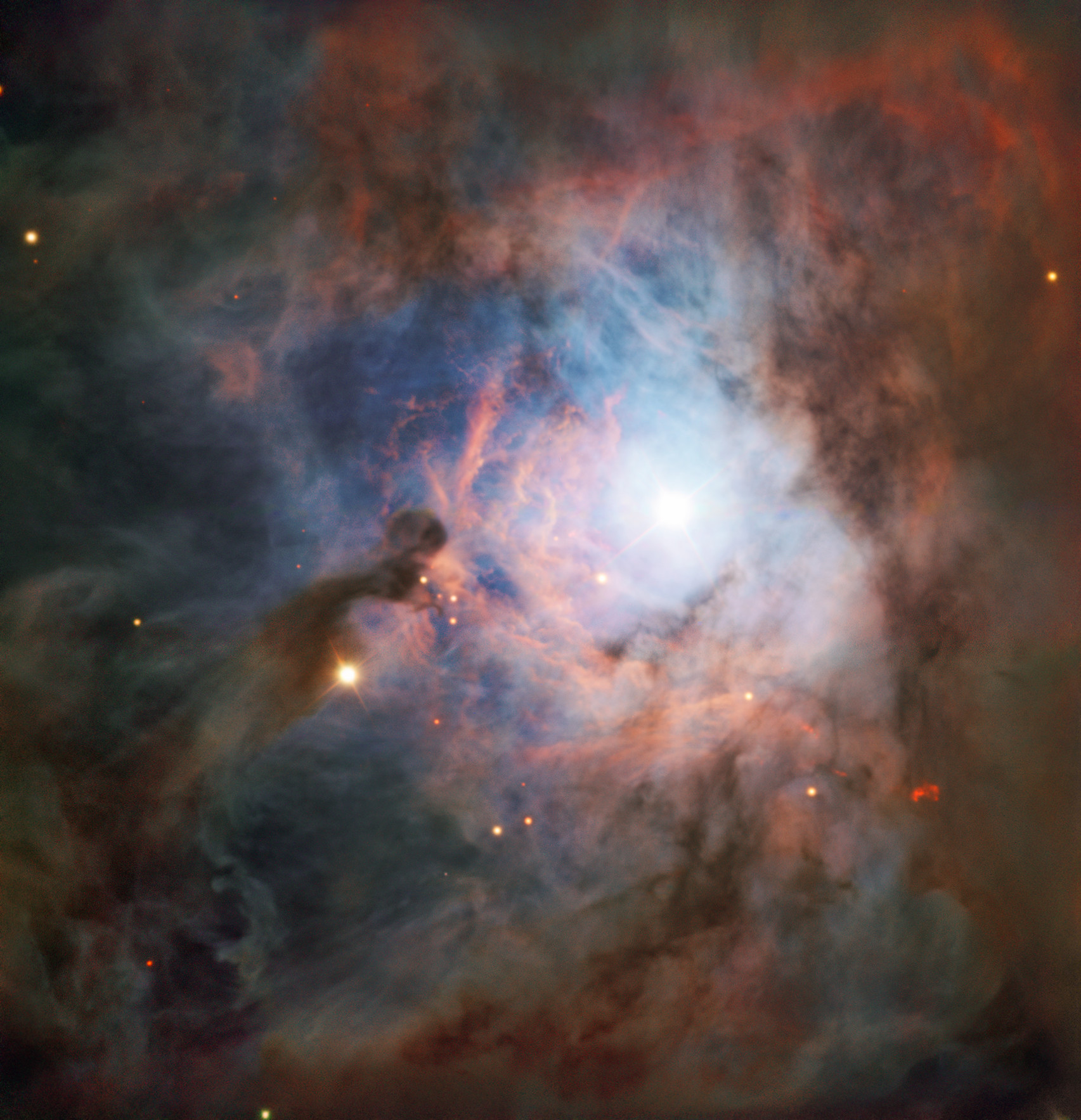
由VLT的FORS拍攝的NGC 2023。
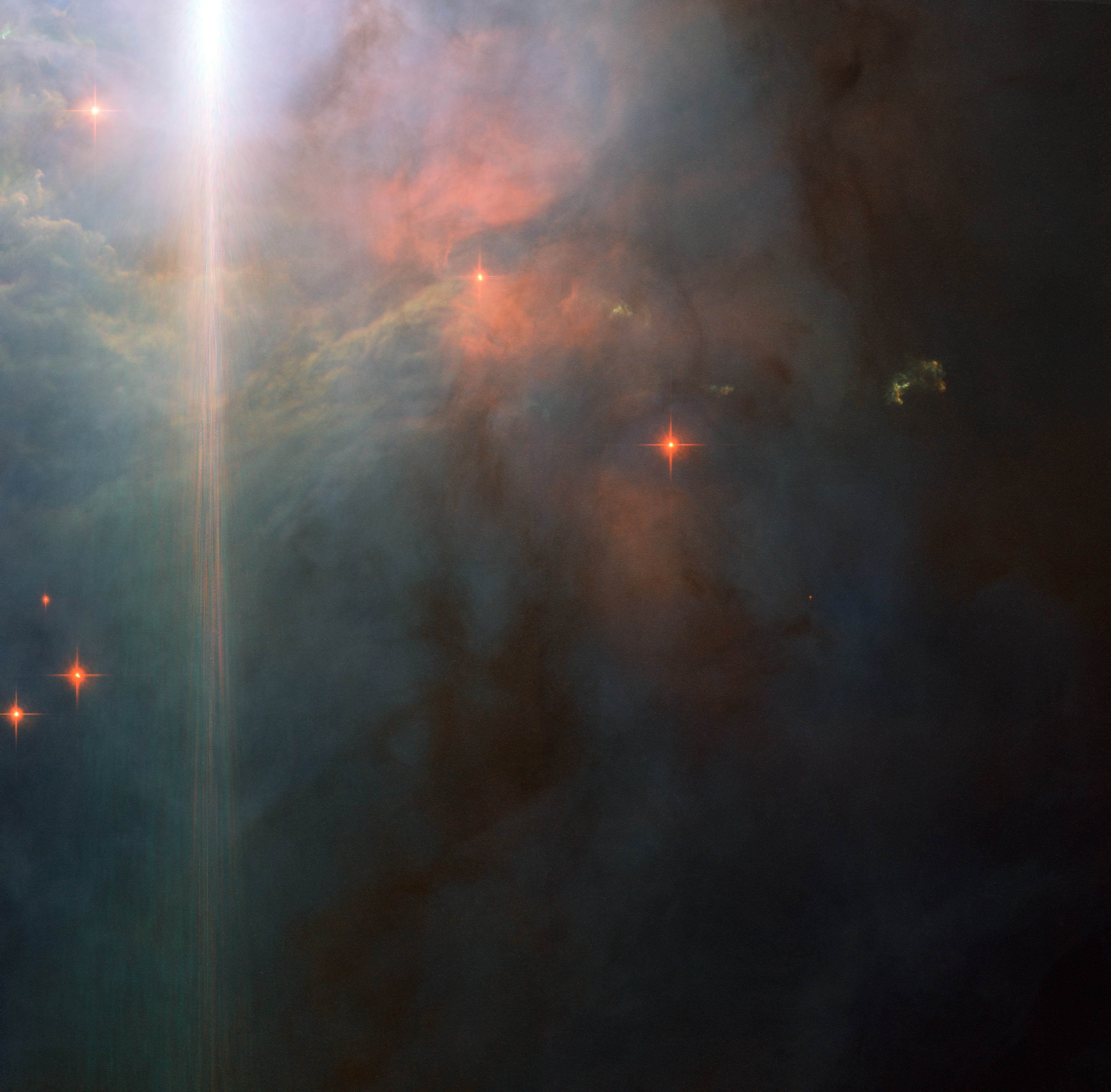
哈伯太空望遠鏡的先進巡天照相機拍攝NGC 2023的南部細節。

## 外部連結
- . Hubble Space Telescope. NASA. 25 July 2011  [2023-03-05]. （原始内容存档于2018-12-11）.
- VizieR – NGC 2023 （页面存档备份，存于）
- NED – NGC 2023
- WikiSky上关于NGC 2023的内容：DSS2, SDSS, GALEX, IRAS, 氢α, X射线, 天文照片, 天图, 文章和图片

| 天文學目錄  | 天文學目錄                                           | 天文學目錄 |
| ----------- | ---------------------------------------------------- | ---------- |
| NGC天體表： | NGC 2021 - NGC 2022 - NGC 2023 - NGC 2024 - NGC 2025 |            |